# Saint-Benoît-des-Ombres
Saint-Benoît-des-Ombres ist eine französische Gemeinde mit 142 Einwohnern (Stand 1. Januar 2022) im Département Eure in der Region Normandie. Die Kirche Saint-Benoît ist eine Pilgerstätte der Heiligen Benedikt von Nursia und Laurentius von Rom.

## Geografie

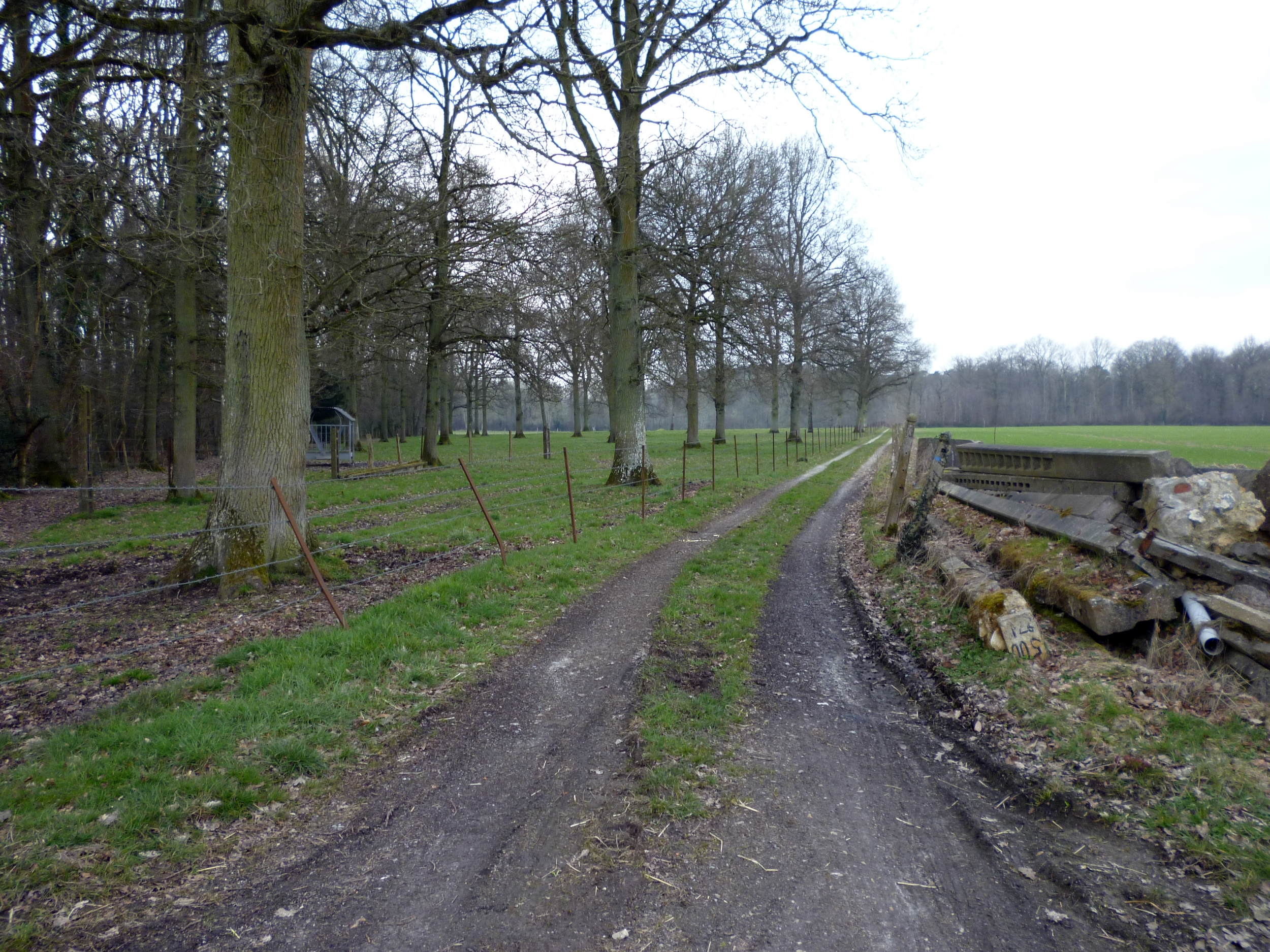
Am Waldrand

Saint-Benoît-des-Ombres liegt in Nordfrankreich in der Landschaft Lieuvin, 45 Kilometer südöstlich von Le Havre, 16,3 Kilometer nordöstlich von Bernay, dem Sitz der Unterpräfektur des Arrondissements, und 3,9 Kilometer nordöstlich von Saint-Georges-du-Vièvre, auf einer mittleren Höhe von 115 Metern über dem Meeresspiegel. Die Mairie steht auf einer Höhe von 126 Metern. Nachbargemeinden von Saint-Benoît-des-Ombres sind Saint-Georges-du-Vièvre im Nordwesten, Saint-Grégoire-du-Vièvre im Norden, Freneuse-sur-Risle im Nordosten, Livet-sur-Authou im Osten, Neuville-sur-Authou im Südosten und Saint-Victor-d’Épine im Südwesten. Das Gemeindegebiet hat eine Fläche von 363 Hektar. Der Bach Croix Blanche (“das weiße Kreuz”) fließt im Norden des Gemeindegebiets durch eine tiefe Schlucht und wird bei starken Regenfällen zum Wildwasser.
Saint-Benoît-des-Ombres ist eine der Gemeinden im Département Eure, in denen die Gefahr sich plötzlich bildender metertiefer Löcher besteht. Die sogenannten Marnières sind alte Mergelgruben, die sich zum Beispiel nach starkem Regen öffnen können, wenn die Schuttfüllung in die Seitengänge geschwemmt wird. Durchschnittlich gibt es im Département Eure etwa 15 unterirdische Hohlräume, besonders Marnières und Versickerungsstrecken pro Quadratkilometer. In Saint-Benoît-des-Ombres gibt es elf ehemalige Mergelgruben, drei karstische Hohlräume und vier unterirdische Hohlräume unbekannter Ursache.
Die Gemeinde ist einer Klimazone des Typs Cfb (nach Köppen und Geiger) zugeordnet: Warmgemäßigtes Regenklima (C), vollfeucht (f), wärmster Monat unter 22 °C, mindestens vier Monate über 10 °C (b). Es herrscht Seeklima mit gemäßigtem Sommer.

## Geschichte
Der antike Weg von Beuzeville nach Brionne verlief durch den südlichen Teil des heutigen Gemeindegebiets. Im 19. Jahrhundert wurden im Lieu-dit La Pilvedière Tegulæ gefunden.
Das erste Gebäude aus Stein wurde laut dem Tourismusbüro am 31. August 1100 errichtet. Die Ländereien von Saint-Benoît-des-Ombres gehörten allerdings seit 1070 dem Kloster Saint-Pierre in Les Préaux. Erst im 13. Jahrhundert tauchte der Namenszusatz des Ombres (wörtlich ‚von den Schatten‘) auf. Benedikt von Nursia, der Schutzpatron der Kirche und des Ortes, wurde in der italienischen Region Umbrien geboren, die auf Französisch Ombrie genannt wird.
1793 erhielt Saint-Benoît-des-Ombres im Zuge der Französischen Revolution (1789–1799) den Status einer Gemeinde und 1801 durch die Verwaltungsreform unter Napoleon Bonaparte das Recht auf kommunale Selbstverwaltung.
Der Ortsnamensteil Saint-Benoît wurde im Laufe der Jahre mit oder ohne S geschrieben. In der Regierungszeit Napoleon Bonapartes (1799–1814) ohne S, unter Napoleon III. (1848–1870) mit S, in der Dritten Französischen Republik (1871–1940) mit S und heute ohne S.
Im Zweiten Weltkrieg (1939–1945) diente ein Bauernhof im Wald im Lieu-dit La Pilvedière im Nordwesten des Gemeindegebiets von Saint-Benoît-des-Ombres der Widerstandsbewegung Maquis Surcouf als Kommandoposten. Am 8. Juni 1944 musste der Maquis den Bauernhof jedoch aufgeben, da die Wehrmacht La Pilvedière zuerst mit Mörsern beschoss und dann besetzte. Am 24. August 1944 wurde die Gemeinde durch die britische 7th Armoured Division befreit.

### Bevölkerungsentwicklung
| Jahr                       | 1962 | 1968 | 1975 | 1982 | 1990 | 1999 | 2010 | 2020 |
| Einwohner                  | 102  | 116  | 105  | 114  | 101  | 105  | 122  | 141  |
| Quellen: Cassini und INSEE |      |      |      |      |      |      |      |      |

## Kultur und Sehenswürdigkeiten

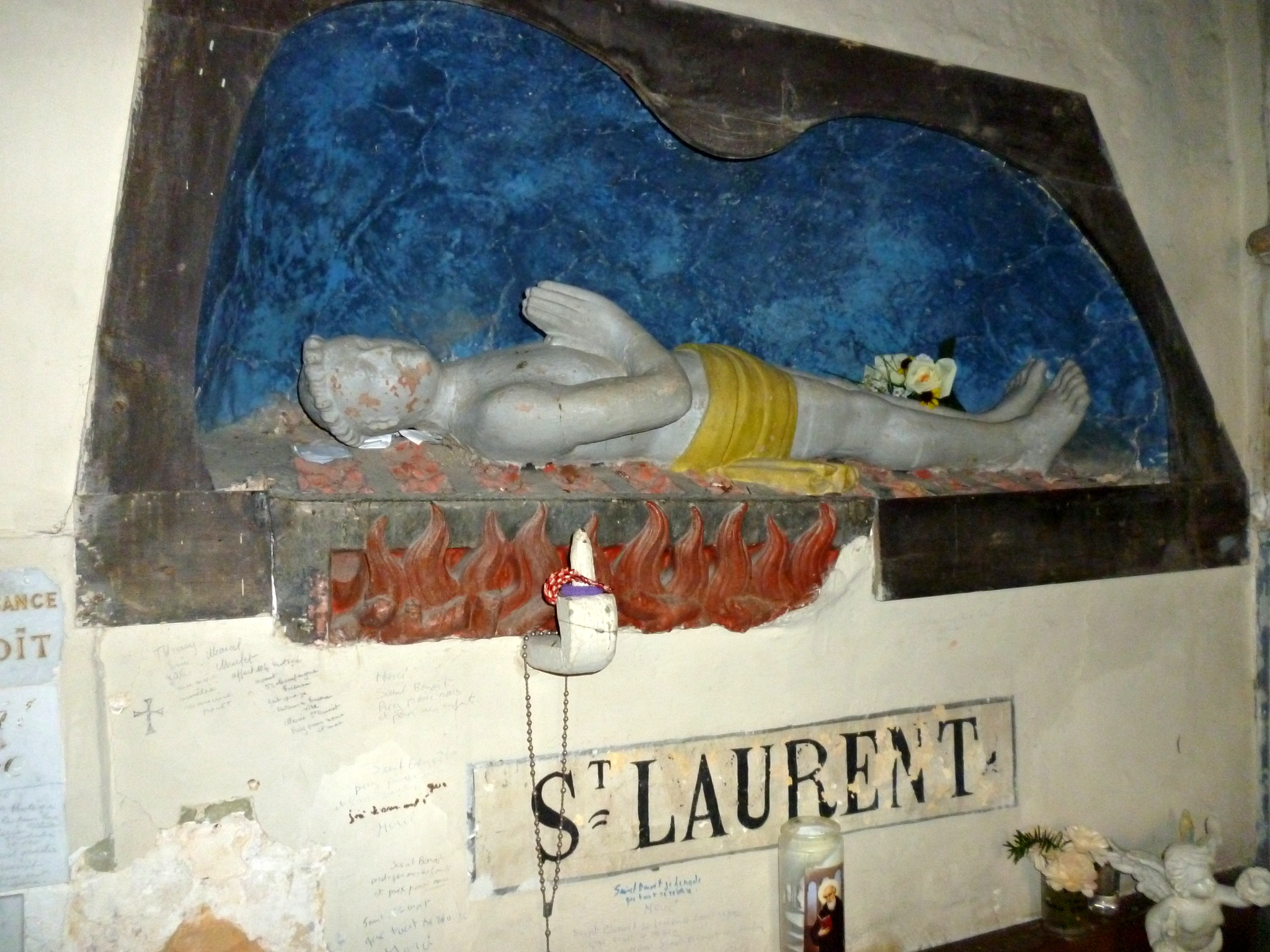
Hochrelief des Laurentius von Rom

Saint-Benoît-des-Ombres gehört zur römisch-katholischen Gemeinschaft Communauté de Saint Georges du Vièvre, die Teil der Pfarrei Montgeoly des Bistums Évreux ist. Älteste erhaltene Bauteile der Kirche Saint-Benoît sind der Chor und die Nordmauer des Kirchenschiffs aus dem 12. Jahrhundert. Südmauer und Eingangsbereich wurden im 16. Jahrhundert erneuert. Die Sakristei wurde im 19. Jahrhundert erneuert. Der Kirchturm wurde 1979 durch einen Brand beschädigt und kurz darauf restauriert. Das Gebäude wurde 1974 in das Zusatzverzeichnis der Monuments historiques (‚historischen Denkmale‘) eingetragen. Kirche, Portalvorbau und Friedhofseibe sind als Site classé (Naturdenkmal) eingestuft.

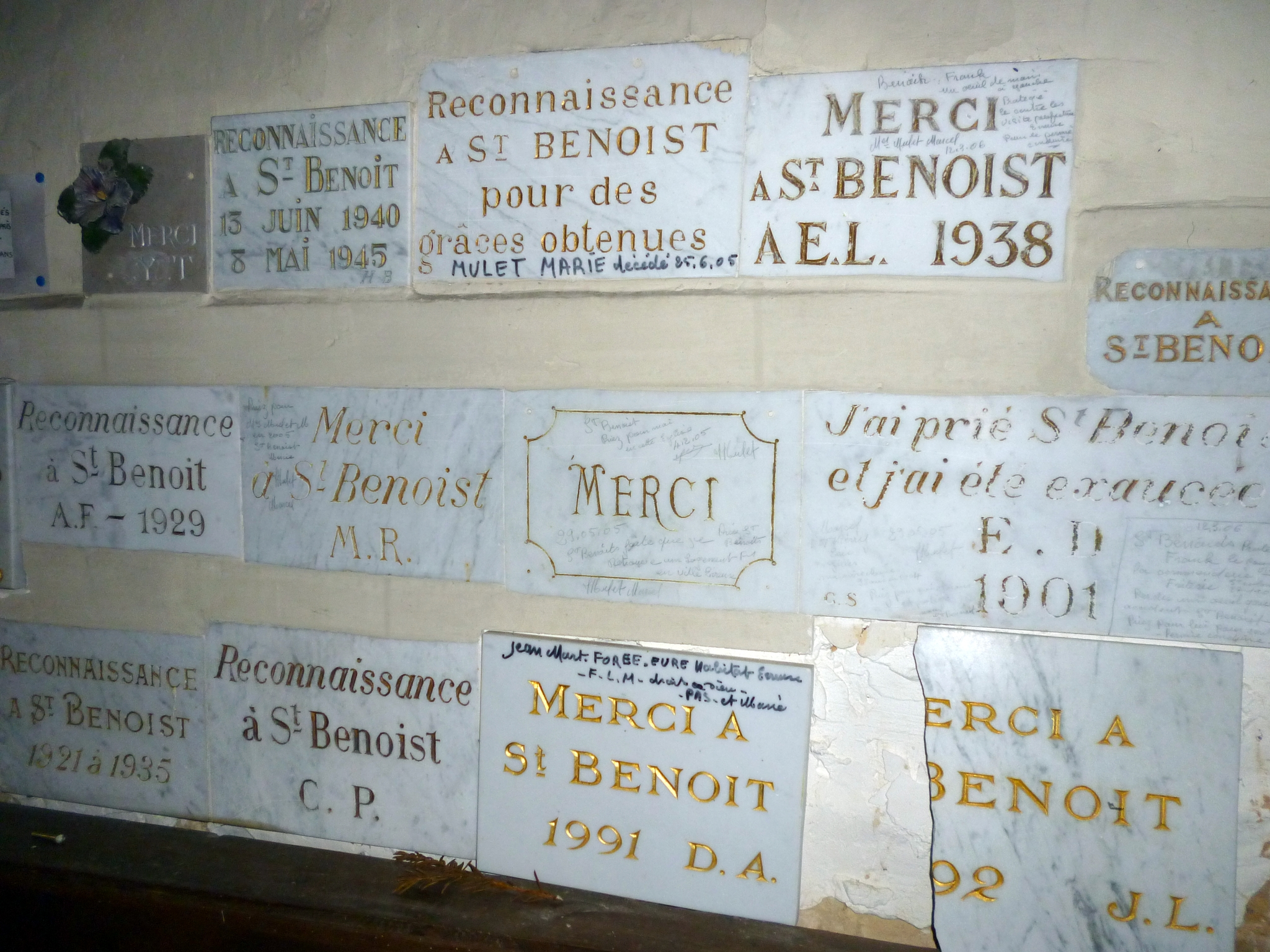
Dankestafeln für Benedikt von Nursia

Links im Hauptaltar der Kirche steht eine Statue des Heiligen Benedikt aus dem 17. Jahrhundert. Am 21. März jeden Jahres pilgern Gläubige zu dieser Statue, an die noch heute Bänder geknüpft oder Zettelchen und Fotografien hinterlegt werden, um den Schutz Benedikts gegen böswillige Menschen zu erflehen. In der Messe am 21. März erhalten die Gläubigen geweihte Eibenzweige, die Haus oder Stall beschützen sollen. Die Messe für Laurentius von Rom findet am 10. August statt. Er wird angerufen, um Hautkrankheiten zu heilen. Das ganze Jahr über hinterlegen Gläubige kleine Zettelchen unter dem Kopf eines Hochreliefs aus dem 15. Jahrhundert, das den Heiligen im Ofen auf den Flammen liegend darstellt. Das Hochrelief wurde 1927 als historisches Denkmal klassifiziert. Weitere denkmalgeschützte Kunstwerke sind eine Skulptur der Madonna mit dem Kind und das Taufbecken, beide wurden im 16. Jahrhundert gefertigt. Die hölzerne Statue des Heiligen Benedikt im Portalvorbau ist 1,6 Meter hoch und wurde im 17. Jahrhundert hergestellt.
Im Lieu-dit La Petite-Boissière steht ein Herrenhaus aus dem 17. Jahrhundert, das im 20. Jahrhundert restauriert wurde. Es befindet sich im Privatbesitz.
Die Mairie ist eine der kleinsten in Frankreich und wurde 1905 errichtet.

## Wirtschaft und Infrastruktur
Im Jahr 2009 waren 8,2 Prozent der Erwerbstätigen in der Gemeinde beschäftigt, die anderen waren Pendler. 9,3 Prozent der Arbeitnehmer waren arbeitslos.
Die Schüler aus Saint-Benoît-des-Ombres besuchen die Grundschule in Saint-Georges-du-Vièvre sowie weiterführende Schulen in Montfort-sur-Risle oder Pont-Audemer. Der nächstgelegene Haltepunkt befindet sich in Glos-sur-Risle und ist 5,9 Kilometer entfernt. Der nächste Flughafen ist der 37,8 Kilometer entfernt liegende Flughafen Deauville in Saint-Gatien-des-Bois.
Auf dem Gemeindegebiet gelten kontrollierte Herkunftsbezeichnungen (AOC) für Pont-l’Évêque-Käse, Calvados und Pommeau (Pommeau de Normandie) sowie geschützte geographische Angaben (IGP) für Schweinefleisch (Porc de Normandie), Geflügel (Volailles de Normandie) und Cidre (Cidre de Normandie und Cidre normand).